# Laurent Davenas
 (avril 2010).
Ne pas confondre avec son père Fernand Davenas, également magistrat.
Laurent Davenas, né le 31 juillet 1943 à Nantua (Ain), est un magistrat français, fils du magistrat Fernand Davenas, qui a fait toute sa carrière au parquet.

## Parcours
- Début des années 1970 : substitut du Procureur de la République près le tribunal de grande instance de Versailles.
- 1978 : promu au parquet de Paris, en tant que chef de la huitième section, chargée des crimes et délits flagrants.
- 1987-1990 : substitut général à la cour d'appel.
- 1990 : procureur de la République d'Évry (Essonne). Il se fait affecter une voiture avec chauffeur par le président du conseil général, Xavier Dugoin (RPR)[réf. nécessaire] alors que la chambre régionale des comptes critique la gestion du président du conseil général de l'Essonne et soupçonne des faits de corruption.
- Fin des années 1990 : Laurent Davenas engage enfin des poursuites contre Xavier Dugoin et contre le Conseil général de l'Essonne. De telles poursuites sont effectuées sous le contrôle du procureur général de Paris, Alexandre Benmakhlouf, ancien conseiller juridique de Jacques Chirac à la mairie de Paris. Il est reproché à Laurent Davenas un recours trop systématique aux enquêtes préliminaires, qui permettent au parquet , qui dépend du ministre de la justice, de garder le contrôle des enquêtes et de ne pas saisir, comme il peut le faire, le juge d'instruction, dès qu'une affaire importante apparaît, en ouvrant une information judiciaire. C'est dans ce contexte que survient le rappel rocambolesque de Laurent Davenas, durant ses congés (l'affaire de l'hélicoptère).
- En 2001 : la chancellerie mute Laurent Davenas, de même que son adjoint, Hubert Dujardin. Ce dernier refuse sa promotion à la cour d'appel de Versailles.
- 5 avril 2001 : Laurent Davenas est nommé avocat général à la Cour de cassation. Son successeur, Jean-Michel Durand, procureur de la République de Grasse est nommé en tant que procureur de la République près le tribunal de grande instance d'Evry une semaine avant que Laurent Davenas en soit officiellement parti.

## L'homme de l'hélicoptère
Saisi des conditions de production d'un rapport lacunaire de Xavière Tiberi sur la Francophonie, Laurent Davenas ordonne une nouvelle enquête préliminaire et part en vacances dans l'Himalaya (Népal), avec quelques amis. Le procureur adjoint, Hubert Dujardin, avec qui il a de mauvaises relations, profite de son absence pour ouvrir en novembre 1996 une information judiciaire et la confier à un juge d'instruction.
Dans un climat de panique, le garde des Sceaux Jacques Toubon (RPR) et Marc Moinard, ancien dirigeant du syndicat proche de l'ex-RPR, l'association professionnelle des magistrats (APM), dépêchent en 1996 un hélicoptère dans l'Himalaya afin de retrouver le procureur Davenas pour éviter l'ouverture de l'information judiciaire contre l'épouse du maire de Paris, Jean Tiberi.
La cour d'appel de Paris annule le 15 janvier 2001, pour la troisième fois, les poursuites contre Xavière Tiberi pour des motifs de procédure, avec des attendus sévères pour Laurent Davenas, pour ses actes effectués en tant que procureur de la République, dans l'instruction relative au rapport contesté de Xavière Tibéri.

## Ouvrages
- Laurent Davenas, Lettre de l'Himalaya : à ceux qui jugent et ceux qui sont jugés, Paris, Seuil, avril 1998.

## Distinctions
- Officier de la Légion d'honneur (nomination le 14 juillet 2011)[3]
  - Chevalier le 26 juin 1996
- Médaille de la protection judiciaire de la jeunesse (1994)[4]